# Helen Johns (Schwimmerin)
Helen Eileen Johns-Caroll (* 25. September 1914 in East Boston, Massachusetts; † 23. Juli 2014 in Sumter, South Carolina) war eine US-amerikanische Schwimmerin.

## Erfolge
Bei den Olympischen Sommerspielen 1932 in Los Angeles wurde sie gemeinsam mit Eleanor Saville, Josephine McKim und Helene Madison Olympiasiegerin über 4 × 100 m Freistil in der Weltrekordzeit von 4:38,0 min.